# Algyógyi Körtemplom
Az algyógyi körtemplom Hunyad megyében, Algyógy város észak-keleti részén helyezkedik el.

## Története

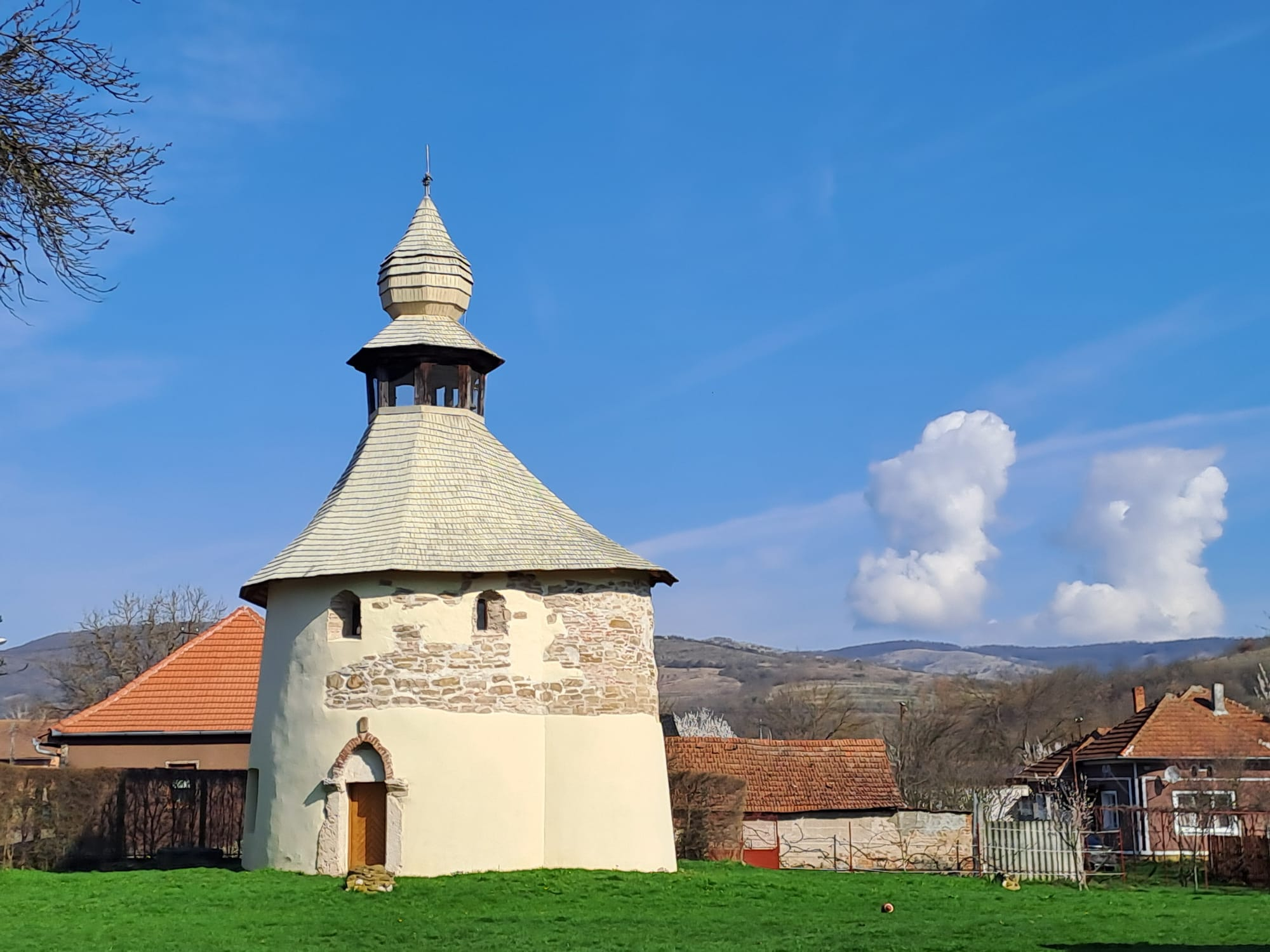

A körtemplom az egyik legrégebbi kultuszhely Erdélyben, ugyanis már a XI. században állt. Ezt az 1990-es években végzett régészeti kutatások bizonyítják, hiszen a Rotunda körül összesen 174 középkori sírt tártak fel, legrégebbi közülük egy XI. századi sír, melyben Szent László-érmét találtak.  
A körtemplom szerkezete római égetett téglát is tartalmaz, melyet valószínűleg az egykori csigmói római castrumból hoztak át a templom építésekor.  
Templomként a XIII. század végéig, kápolnaként vagy keresztelőkápolnaként a XVII. század végéig használták, utána pedig haranglábként és lakhelyként is szolgált. A templom barokk jegyeket mutató hagymakupolával van fedve. A középkori gótikus templomot már a XVI. században átépítették. A XIX. század elején romos állapotáról panaszkodtak. 
1867-ben Kuún Kocsárd renováltatta, majd az 1930-as években Debreczeni László irányításával átépítették. A templom eredeti harangját a XV. században öntötték, Milánóban. A 153kg-os harangot az I. Világháború idején ágyúvá akarták önteni, de a falubeliek megmentették. Ezután a harang átkerült az ortodox templomba, és a mai napig ott található. Az ekkor készült fénykép szokatlan formájú harangot ábrázol, melynek peremét három bordából álló köteg díszíti.

## A fényvetülés és legendája

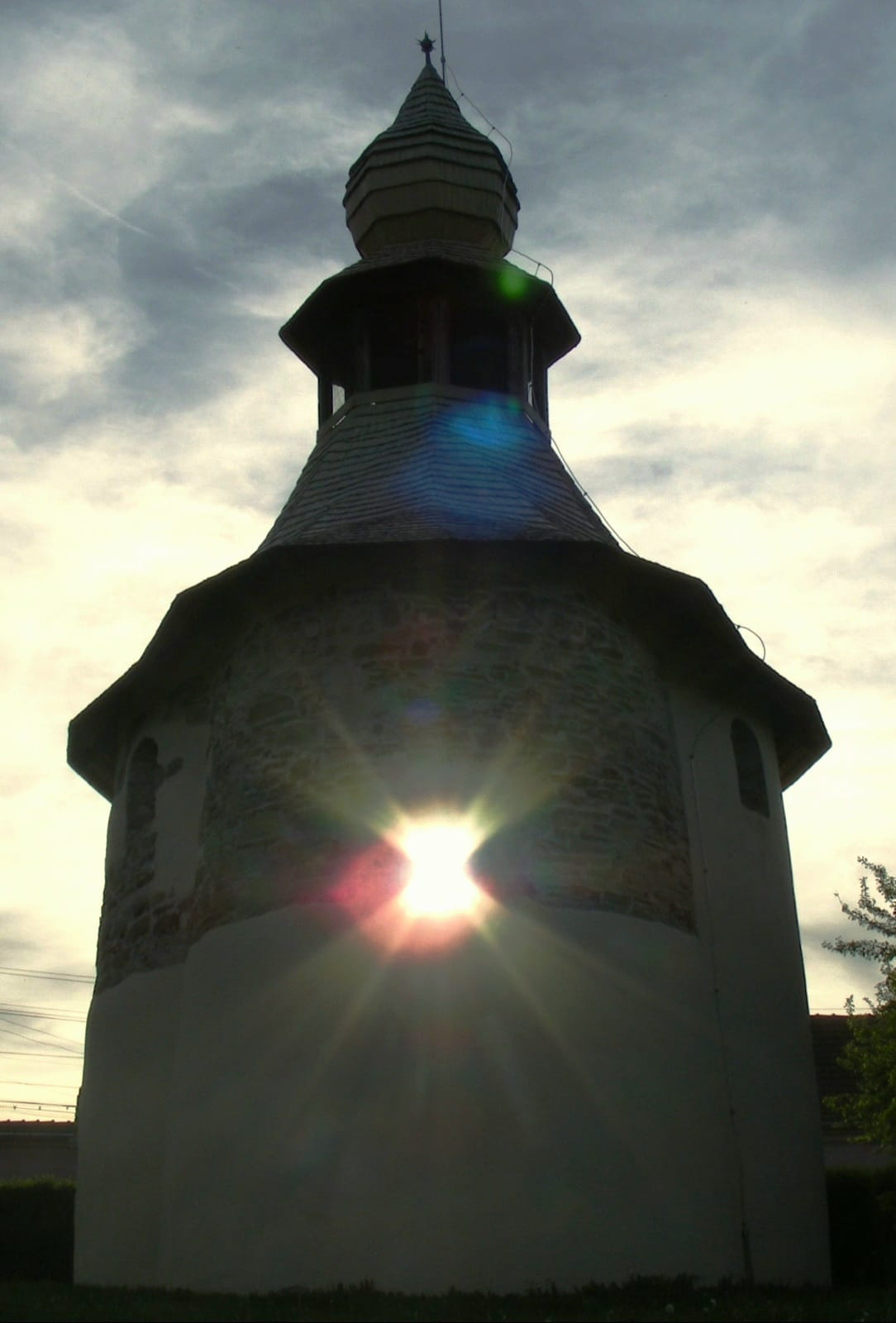
Fényvetülés jelenség

A templom legnagyobb érdekessége a kettős fényvetülés, mely április 8. és 18., illetve augusztus 23. és szeptember 2. között észlelhető. A kettős fényvetülés annyit jelent, hogy a templom nyugati körablakán besüt, a keleti résablakon pedig kisüt a napfény. Ez olyan hatást kelt, mintha a napfény átvágná a körtemplomot. A templomhoz egy legenda is kapcsolódik: Jeruzsálemi Szent János napján a kápolna aszimmetrikusan elhelyezkedő két kis ablakán a Nap sugara áthatol, majd a kinti terület egy bizonyos pontjára esik. Oda rejtették el a templomos lovagok kincsét.